# 저스틴 웨일린
저스틴 웨일린(Justin Whalin, 1974년 9월 6일 ~ )은 미국의 배우이다.

## 출연 작품
- 오프 더 렛지 (2009)
- 더 하우스 댓 잭 빌트 (2009)
- 슈퍼 카퍼스 (2009)
- 못말리는 섹스 아카데미 2 (2006)
- 미녀와 야수 (2005)
- 포 더 코어스 (2000)
- 던전 드래곤 (2000)
- 아카데미 보이즈 (1997)
- 시리얼 맘 (1994)
- 사랑의 하모니 (1991)
- 사탄의 인형 3 (1991)
- 블로썸 (1990)
- 데니얼 (1990)
- 더티 해리 5 - 추적자 (1988)

### 텔레비전
- 케빈은 열두살 (1989-90)
- 허리케인 2017년 (1993, The Fire Next Time)
- 슈퍼맨 - 90년대 TV 시리즈 (1994-97, Lois & Clark: The New Adventures of Superman)